# Благовіщенське (Волоколамський район)
Благовіщенське (рос. Благовещенское) - селище станції, підпорядковане місту Волоколамську Московської області Російської Федерації.
Муніципальне утворення — Волоколамський міський округ. Населення становить 13 осіб (2016).

## Історія
З 14 січня 1929 року входить до складу новоутвореної Московської області. Раніше належало до Волоколамського повіту Московської губернії. Належало до Волоколамського району до його ліквідації 9 червня 2019 року.
У 2006-2019 роках органом місцевого самоврядування було сільське поселення Ярополецьке. Сучасне адміністративне підпорядкування з 2019 року.

## Населення
| 1926 | 2002 | 2006 | 2010 | 2013 | 2014 | 2015 |
| ---- | ---- | ---- | ---- | ---- | ---- | ---- |
| 9    | ↘4   | →4   | ↗11  | ↗12  | →12  | →12  |
| 2016 |      |      |      |      |      |      |
| ↗13  |      |      |      |      |      |      |